# Maschinelle Autotransfusion

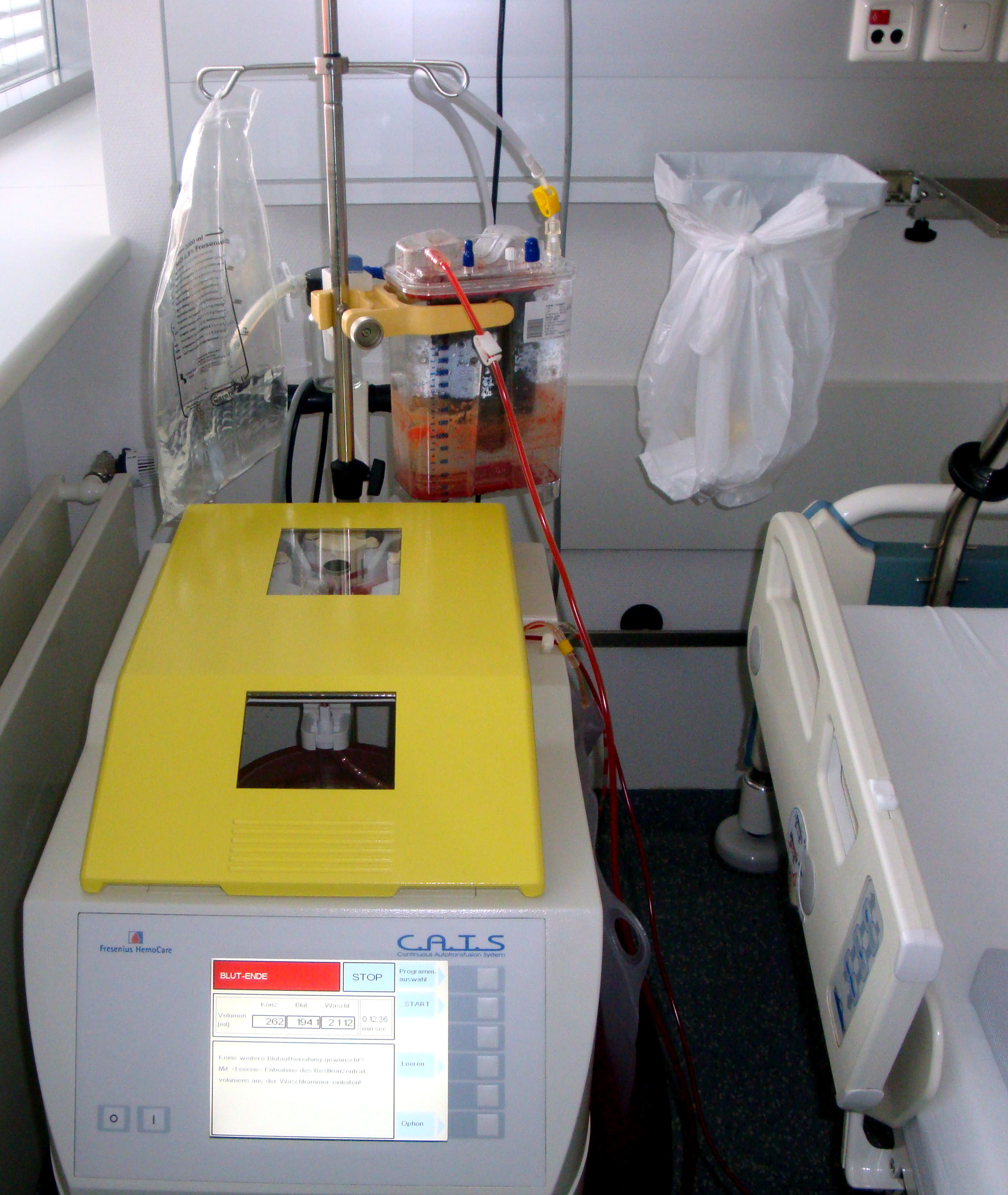
Gerät zum Sammeln und Aufbereiten von Eigenblut (maschinelle Autotransfusion)

Als maschinelle Autotransfusion (MAT) bezeichnet man das Verfahren, bei dem man während oder nach einer Operation, die mit einem starken Blutverlust einhergeht, Blut des Patienten aus dem Operationsgebiet auffangen und wiederaufbereiten kann, um es dem Patienten zeitnah wieder zu re-transfundieren. Dieses Verfahren dient dazu, die Notwendigkeit von Fremdbluttransfusionen zu verringern, weil dabei trotz vielerlei Tests immer ein Restrisiko für Transfusionszwischenfälle verbleibt.
Die MAT wird meistens durch den behandelnden Anästhesisten durchgeführt, bedarf einer speziellen apparativen Ausstattung und ist viel aufwändiger und kostspieliger als die alternative Methode der Drainageblutretransfusion. Wichtiger Vorteil der MAT ist die Tatsache, dass die gewonnenen Erythrozyten (oder Vollblut, je nach Methode) fast vollständig von unerwünschten Fremdstoffen (z. B. Zelltrümmern, Entzündungsfaktoren) befreit sind, was zu geringeren Nebenwirkungen führt.
Vom Namen eines der geläufigsten Geräte für die MAT leitet sich der – vor allem in den Fachkreisen verwendete – Trivialname des Verfahrens Cell Saver ab. Der „Zellenretter“ zentrifugiert das gesammelte Blut zur Trennung der Erythrozyten, die nach einem Waschvorgang zur Autotransfusion bereitstehen. Zwecksorientiert sind auch andere Maschinen bekannt, wie der in der Kardiochirurgie bekannte „Hemobag“, der in der Lage ist alle Komponenten des Blutes zu reinigen und als Vollblutkonzentrat wieder herzugeben.
Über die Durchführung sowie Risiken und Nebenwirkungen einer maschinellen Autotransfusion muss der Patient grundsätzlich aufgeklärt werden und sein schriftliches Einverständnis geben. Die Rückgabe des gesammelten Blutes, muss wegen möglichem Keimwachstum innerhalb von sechs Stunden erfolgen. Für perioperativ gewonnene Eigenblutpräparationen kann auf den AB0-Bedside-Test verzichtet werden, wenn diese Präparate unmittelbar am Patienten verbleiben und zwischen Entnahme und Rückgabe weder ein räumlicher noch ein personeller Wechsel stattgefunden hat. Ansonsten muss ein ABO-Bedside-Test von Präparat und Patient erfolgen.

## Gerinnungshemmung
Damit das gesammelte Vollblut vor der Aufbereitung nicht gerinnt, muss eine Gerinnungshemmung erfolgen. Dies wird erreicht, indem bereits an der Spitze des Saugers eine Spüllösung mit Heparin zugegeben wird. Dabei soll das Verhältnis zwischen gesammeltem Blut und gerinnungshemmender Spüllösung ca. 5:1 sein. Das zugesetzte Heparin wird im Rahmen der Aufbereitung durch Zentrifugieren und Waschen größtenteils wieder entfernt. Dem zurückbleibenden Blut fehlen die plasmatischen Gerinnungsstoffe und die Thrombozyten, so dass keine Gerinnungshemmung mehr notwendig ist.
Bei Patienten die unter einer Unverträglichkeit von Heparin leiden (zum Beispiel HIT II) könnten die geringen Mengen verbleibendem Heparin im Rückgabeblut Probleme verursachen. Im Rahmen einer experimentellen Untersuchung wurde als Heparinersatz Danaparoid mit einer Dosis von 3-4,5 Einheiten pro ml Spüllösung eingesetzt.

## Kontraindikationen
Kontraindikationen für eine MAT stellen Operationen an keimbelastetem (z. B. Peritonitis, Osteomyelitis) oder malignem neoplastischem Gewebe dar. Es bestünde in diesen Fällen die Gefahr, dass man dem Patienten Bakterien bzw. Krebszellen in die Blutbahn zurückgeben würde, da beim Zentrifugieren und Waschen des gesammelten Blutes dies nicht vollkommen von Bakterien oder Tumorzellen befreit sein könne. Bei Prostataoperationen wurde z. B. festgestellt, dass in 16 % der Fälle Tumorzellen vorlagen und 80 % des gesammelten Blutes eine hohe Bakterienbelastung aufwies. Eine Streuung dieser Bakterien bzw. Tumorzellen wäre die Folge, mit den Konsequenzen einer potentiellen Sepsis respektive Tumoraussaat. Deshalb sollte die Nutzung der intraoperativen maschinellen Autotransfusion bei Malignomoperationen oder Eingriffen mit Keimbelastung unterbleiben.